# Scarchives Vol. 1
Scarchives Vol. 1 je kompilace CD Bend Over and Pray the Lord a DVD Get Heavy – First Gig Ever vydaná finskou kapelou Lordi. Tento komplet byl vydán 3. září 2012 k příležitosti oslav 20 let kapely.

## Bend Over and Pray the Lord
Bend Over and Pray the Lord je CD, které ale vzniklo ještě za názvu Lordi and His Monster Squad. Album mělo vyjít v roce 1997, ale nebylo vydáno kvůli problémům s nahrávacím studiem. Album vyšlo až v roce 2012 k příležitosti oslav 20 výročí vzniku kapely. Tracklist se jen mírně liší v pořadí písní a v písni Hulking Dynamo, která na původním albu nebyla.

### Interpreti
1. Mr. Lordi - Zpěv
2. Amen - Elektrická kytara
3. G-Stealer - Basová kytara
4. Enary - Klávesy

piseň Hulking Dynamo nahrál Kita (bicí) a Magnum (basová kytara)

### Tracklist
1. Playing the Devil - 4:10
2. Cyberundertaker - 4:35
3. Steamroller - 4:42
4. Almost Human (Kiss cover) - 3:14
5. Idol - 5:12
6. Paint in Blood - 3:48
7. Death Suits You Fine - 3:55
8. I Am the Leviathan - 3:26
9. Take Me to Your Leader - 4:25
10. Monstermotorhellmachine - 5:13
11. The Dead Are The Family - 3:35
12. White Lighting Moonshine - 5:07
13. With Love And Slegdehammer - 3:59
14. Get Heavy (bonusová píseň) - 3:00
15. Hulking Dynamo (bonusová píseň) - 3:03

## Get Heavy – First Gig Ever
Get Heavy – First Gig Ever je DVD se záznamem prvního živého vystoupení kapely. Záznam byl pořízen 7. prosince 2002. Na koncertu Lordi hrají písně z alba Get Heavy a také vystupují v maskách a personálním složení z období tohoto alba.

### Interpreti
1. Mr. Lordi - Zpěv
2. Amen - Elektrická kytara
3. Kalma - Basová kytara
4. Enary - Klávesy
5. Kita - Bicí

### Tracklist
1. Getting Ready
2. Scarctic Circle Gathering
3. Get Heavy
4. Hellbender Turbulence
5. Devil Is a Loser
6. Dynamite Tonite
7. Icon of Dominance
8. Enary Solo
9. Biomechanic Man
10. Monster Monster
11. Not the Nicest Guy
12. Last Kiss Goodbye
13. Rock the Hell Outta You
14. Would You Love a Monsterman?